# The Life of a Showgirl
The Life of a Showgirl是美國創作歌手泰勒·斯威夫特即將發佈的第12張錄音室專輯，於8月12日凌晨首先在斯威夫特的官方線上商店公開，隨後將於8月13日在美式足球運動員特拉維斯·凱爾西和傑森·凱爾西的播客上正式宣佈並計劃由聯眾唱片發行。

## 背景
斯威夫特於2024年發佈其第11張錄音室專輯《苦难诗社》，該專輯成為了斯威夫特第7張發售首周銷量突破100萬以及2024年銷量最高的專輯。在專輯發佈近5個月後，粉絲開始發現斯威夫特開始穿戴與數字“12”關聯的首飾，並猜測斯威夫特在通過相關穿戴向大眾暗示其即將發佈的第12張錄音室專輯。在2025年2月的第67屆葛萊美獎頒獎典禮上，斯威夫特穿戴了包含12個寶石了紅色耳環，進一步讓粉絲和媒體猜測其為指向新專輯的暗示之一。2025年4月，瑞典環球音樂在社交媒體宣佈貼文宣佈瑞典多樂器演奏家埃里克·阿文德將參與到斯威夫特的第12張錄音室專輯的製作中，該貼文隨後被迅速刪除。
2025年5月30日，斯威夫特宣佈長達六年的母帶爭議隨著其向三葉草控股買下前六張錄音室專輯的版權後而結束。在斯威夫特的公開信上，粉絲發現斯威夫特的名字首字母縮寫以裝飾風藝術印在了公開信上方，同時公開信中的單詞“thiiiiiiiiiiiis”中共出現了的12個字母"i"，此外該公開信於發佈12天後移至了單獨的網頁中展示。7月15日，音樂雜誌《Hits》發表文章提及斯威夫特即將發佈的第12張專輯，該文章在發表幾小時後被刪除。7月18日，斯威夫特的團隊開始於線上音樂派對平台上舉行斯威夫特以往專輯的收聽活動。

## 制作
斯威夫特與製作人馬克斯·馬丁、歇爾貝克共同製作了這張專輯。在此之前，斯威夫特曾和兩名製作人合作製作了《紅》（2012年）、《1989》（2014年）和《舉世盛名》（2017年）中的部分歌曲。

## 宣傳
2025年8月11日，斯威夫特的宣傳團隊於社交媒體上發佈了12張斯威夫特身穿橙色演出服在時代巡迴演唱會上的照片並配文“回想她說‘下個時代見……’”（英語："Thinking about when she said 'See you next era...'"）。隨後，由美式橄欖球運動員，斯威夫特的男朋友特拉維斯·凱爾西和其哥哥傑森·凱爾西所主持的播客“New Heights”預告斯威夫特將於8月13日作為特邀嘉賓出場。當天晚上，斯威夫特的網站上開始出現倒計時，該倒計時將於美國東部時間8月12日凌晨12點12分結束，同天晚上，帝國大廈將其照明燈顏色更換成了橙色，並於社交媒體上配文“Onto [sic] the next era”。8月12日，“New Heights”發佈了斯威夫特宣佈專輯的片段，專輯名稱《The Life of a Showgirl》也在倒計時結束後於斯威夫特的官方網站上公佈。同一天，专辑开始公开预购。
8月12日早上，Spotify於其在紐約和納什維爾投放廣告宣傳其新建的以斯威夫特為核心播放清單《And, baby, that's show business for you》，其中包含22首以往斯威夫特和馬克斯·馬丁和歇爾貝克共同創作的歌曲。8月13日，斯威夫特在播客上正式公開專輯封面和曲目列表，並宣佈專輯將於10月3日發佈，並在之後宣佈了專輯的豪華版本。

## 曲目表
| 標準版 | 標準版                                       |
| 曲序   | 曲目                                         |
| ------ | -------------------------------------------- |
| 1.     | The Fate of Ophelia                          |
| 2.     | Elizabeth Taylor                             |
| 3.     | Opalite                                      |
| 4.     | Father Figure                                |
| 5.     | Eldest Daughter                              |
| 6.     | Ruin the Friendship                          |
| 7.     | Actually Romantic                            |
| 8.     | Wi$h Li$t                                    |
| 9.     | Wood                                         |
| 10.    | CANCELLED!                                   |
| 11.    | Honey                                        |
| 12.    | The Life of a Showgirl（feat.莎賓娜·卡本特） |

## 發行歷史
| 地區 | 日期          | 格式         | 廠牌 | 參考   |
| ---- | ------------- | ------------ | ---- | ------ |
| 多地 | 2025年10月3日 | 磁帶 CD 黑膠 | 聯眾 | [ 27 ] |